# Tour de Ski 2006/2007
Tour de Ski 2006/2007 hölls mellan 31 december 2006 och 7 januari 2007 och var den första Tour de Ski tävlingen som hölls. Vinnare blev Tobias Angerer och Virpi Kuitunen

## Program 2006/2007
| Datum       | Plats                | Land     | Distans för dam | Distans för herr | Beskrivning                                                     | Vinnare dam                  | Vinnare herr              |
| ----------- | -------------------- | -------- | --------------- | ---------------- | --------------------------------------------------------------- | ---------------------------- | ------------------------- |
| 29 december | Nové Město na Moravě | Tjeckien | 3 km            | 4,5 km           | Intervallstart, klassisk stil, inställd                         |                              |                           |
| 30 december | Nové Město na Moravě | Tjeckien | 10 km           | 15 km            | Fristil, intervallstart - inställd                              |                              |                           |
| 31 december | München              | Tyskland | 1100 m          | 1100 m           | Sprint, fristil                                                 | Marit Bjørgen (NOR)          | Christoph Eigenmann (SUI) |
| 2 januari   | Oberstdorf           | Tyskland | 5+5 km          | 10+10 km         | Dubbel jaktstart, startar i klassisk stil och går i mål fristil | Kristin Størmer Steira (NOR) | Vincent Vittoz (FRA)      |
| 3 januari   | Oberstdorf           | Tyskland | 10 km           | 15 km            | Intervallstart, klassisk stil                                   | Petra Majdič (SLO)           | Franz Göring (GER)        |
| 5 januari   | Asiago               | Italien  | 1200 m          | 1200 m           | Sprint, fristil                                                 | Virpi Kuitunen (FIN)         | Tor Arne Hetland (NOR)    |
| 6 januari   | Cavalese             | Italien  | 15 km           | 30 km            | Masstart, klassisk stil                                         | Virpi Kuitunen (FIN)         | Eldar Rønning (NOR)       |
| 7 januari   | Cavalese             | Italien  | 10 km           | 15 km            | Fristil Jaktstart                                               | Virpi Kuitunen (FIN)         | Tobias Angerer (GER)      |

Slutställningen i Tour de Ski 2006/07
| Totalcupen herrar      | Totalcupen damer           | Sprintcupen herrar        | Sprintcupen damer         |
| ---------------------- | -------------------------- | ------------------------- | ------------------------- |
| Tobias Angerer (GER)   | Virpi Kuitunen (FIN)       | Tor Arne Hetland (NOR)    | Virpi Kuitunen (FIN)      |
| Alexander Legkov (RUS) | Marit Bjørgen (NOR)        | Thobias Fredriksson (SWE) | Marit Bjørgen (NOR)       |
| Simen Östensen (NOR)   | Valentina Shevchenko (UKR) | Simen Östensen (NOR)      | Aino Kaisa Saarinen (FIN) |
| Petter Northug (NOR)   | Aino Kaisa Saarinen (FIN)  | Petter Northug (NOR)      | Arianna Follis (ITA)      |
| Tor Arne Hetland (NOR) | Kateřina Neumannová (CZE)  | Björn Lind (SWE)          | Britta Norgren (SWE)      |